# Cerebratulus aracaensis
Cerebratulus aracaensis är en djurart som tillhör fylumet slemmaskar, och som beskrevs av Senz 1997. Cerebratulus aracaensis ingår i släktet fläsknemertiner, och familjen Cerebratulidae. Inga underarter finns listade i Catalogue of Life.